# Carl Gerster

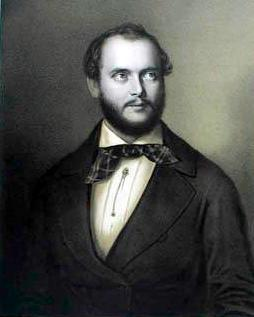
Carl Gerster

Carl Wolfgang Franz Gerster (* 25. April 1813 in Miltenberg; † 30. Januar 1892 in Regensburg) war Arzt, Homöopath und als begabter Redner die treibende Kraft der Liberalen im politischen Leben von Regensburg in der Zeit des Vormärz und in den  Revolutionsjahren 1848/1849. Er war Mitbegründer des Fränkischen und des Deutschen Sängerbundes.

## Biografie
Der Sohn des Apothekers Carl Franz Gerster legte 1831 am humanistischen Gymnasium in Aschaffenburg sein Abitur ab und absolvierte am dortigen Lyzeum ein philosophisches Biennium. Da er sich hier einer schlagenden Studentenverbindung angeschlossen hatte und nach unbefugtem Fechten vom Lyceum dimittiert worden war, wurde ihm in Würzburg die Immatrikulation verweigert. Sein Medizinstudium absolvierte er deshalb in Heidelberg, Erlangen und München. In München gründete er zusammen mit weiteren Studenten das Corps Franconia München, nachdem der Versuch ein Corps Rhenania zu gründen misslang. 1836 legte er sein Examen ab und wurde mit seiner Arbeit De statu atrabilario zum Dr. med. promoviert. 1838 wurde Carl Gerster Assistenzarzt am Städtischen Krankenhaus in München und 1841 Hof- und Leibarzt des Fürsten Carl von Löwenstein-Wertheim-Rosenberg. 1845 ließ er sich als homöopathischer Arzt in Regensburg nieder und erhielt 1848 die Lehrbefugnis als Privatdozent an der Universität München. 1857 ging er als Arzt nach Nürnberg, kehrte aber 1862 wieder nach Regensburg zurück, wo er bis zu seinem Tod 1892 als Arzt, Armenarzt und Bahnarzt wirkte.
Gerster galt als einer der bekanntesten Protagonisten der Sängerbundidee. Überregional bekannt wurde er als Leiter des großen deutschen Sängerfestes vom 20. bis 23. Juli 1861 in Nürnberg, als Gründer des Fränkischen Sängerbundes am 1. Mai 1862 in Bamberg und als Mitbegründer des Deutschen Sängerbundes am 21. September 1862 in Coburg. Als einer der führenden Repräsentanten der politisch liberal gesinnten Befürworter einer großdeutschen Einheit der Nation und als mitreißender Redner erhielt er den Beinamen Demosthenes der deutschen Sänger, der deutschen Turner und der deutschen Schützen.

## Politisches Wirken
Im Vormärz wurden die allerorts stattfindenden Sängerfeste oft zu Bühnen oppositioneller Betätigungen. Die eindrucksvolle Manifestation des Einheitswillen der Sänger beim ersten deutschen Sängerfest 1845 in Würzburg, an dem Gerster als Mitglied der Miltenberger Liedertafel teilgenommen hatte, beeinflusste auch die nachfolgenden regionalen Sängerfeste und 1847 profilierte sich Gerster beim Sängerfest in Regensburg bereits als begabter und temperamentvoller Redner. 1848 / 1849 wurde er zur treibenden Kraft bei der Bildung des liberal fortschrittlichen „Volksvereins in Regensburg und Stadtamhof“ dessen Präsident er wurde. Der Name bezeugte die Anlehnung an andere linksliberale demokratische Vereinigungen, wie sie in Pfalz gegründet worden waren. In der Gründungserklärung hieß es, dass der Verein die Sicherung der Errungenschaften der Märzrevolution und die deutsche Einheit auf volkstümlicher Grundlage anstrebe.
Der Verein, der bald 200 Mitglieder hatte, unterstützte die Politik der Vereinigten Linken in der Frankfurter Nationalversammlung und verursachte damit in Regensburg die Gründung des gemäßigt liberalen „Vereins für deutsche Einheit und gesetzliche Freiheit in Regensburg und Stadtamhof“, in den neben anderen auch der Bleistiftfabrikant Rehbach und der Verleger Friedrich Pustet eintraten. Gerster konnte sich auch in diesem  Verein etablieren und verhindern, dass der ehemalige national-liberale Bürgermeister Thon-Dittmer als Landtagskandidat für die Wahl im Dezember 1848 nominiert wurde. Die Streitereien der beiden konkurrierenden liberalen Vereine hatten aber zur Folge, dass gar kein liberaler Landtagskandidat gewählt wurde, sondern stattdessen drei katholisch-konservative Bewerber. Der von Gerster  ursprünglich gegründete „Volksverein“ löste sich sehr bald auf, während der „Verein für deutsche Einheit und gesetzliche Freiheit“ bis auf 500 Mitglieder anwuchs und mit vielen liberalen Adressen an den König und den Landtag eine große Wirksamkeit entfaltete.  Als Initiator der anfänglichen Turbulenzen wurde Gerster von der bayerischen Kreisregierung nachträglich bezeichnet als „mit Vorzug der Störenfried der Ordnung in Regensburg und der weiteren Umgebung“

## Veröffentlichungen (Auswahl)
- De statu atrabilario. Dissertatio inauguralis, Amorbach 1837
- Was ist Homöopathie?, Regensburg 1848
- Praktische Anleitung zur pathologischen Chemie für Aerzte, Augsburg 1849
- Das Universum und dessen Geheimnisse, Leipzig 1854
- Odisch-magnetische Heilwirkungen, Nürnberg 1859